# Mount Rainier Nemzeti Park
A Mount Rainier Nemzeti Park az Amerikai Egyesült Államok északnyugati felén, Washington állam Pierce és Lewis megyéjében elterülő nemzeti park. 1899. március 2-án hozták létre az Egyesült Államok negyedik nemzeti parkjaként 956,6km²-nyi területen, amelyet a közel 4300 méter magas Mount Rainier sztratovulkán körül jelöltek ki. A hegy meredeken emelkedik ki a környező területből, a parkban a magassága 490 és 4300 méter között változik. A Mount Rainier a teljes Cascade-hegység legmagasabb pontja, amelyet völgyek, vízesések, szubalpin rétek és 368,3 km² őserdő vesz körül, növény- és állatvilága pedig kiemelkedően gazdagnak számít. 25-nél több gleccser ereszkedik le a vulkán oldalain, ezek összterülete nagyjából 75 km², bár olvadásuk egyre gyorsabb ütemű. A Carbon-gleccser a térfogatát tekintve a legnagyobb gleccser az Egyesült Államok kontinentális felén, míg az Emmons-gleccser a területét tekintve a legnagyobb gleccser. A hegyet gyakran burkolják be félhők, és itt hullik le évente a legtöbb hó a Földön a mért helyszínek közül.
A vulkánt a Wonderland Trail nevű 150 km hosszú természetjáró túraútvonal kerüli meg, míg a hegycsúcs megmászásával évente mintegy 10 000-en próbálkoznak, és körülbelül 50%-uknak sikerül feljutnia a csúcsra.

## Főbb nevezetességek
Az egész nemzeti park 1997. február 18-án a National Park Service rusztikus stílusú építészetének következetesen magas színvonalú kialakítása és megőrzése elismeréseként megkapta a National Historic Landmark minősítést. A park 42 helyszínt tartalmaz, amelyek szerepelnek a National Register of Historic Places-ben.
A park legnépszerűbb természeti látványosságai évszakonként változnak. Tavasszal a megmaradt hó és a megáradt vízesések figyelhetők meg a park számos ösvényéről és más részeiről, míg a júliusi és augusztusi nyári vadvirágzás szintén sok látogatót vonz.
2008 és 2019 között évente több mint 10 000 ember próbálta megmászni a Mount Rainier csúcsát. A National Park Service a hegymászóktól díjat szed a rangerállomások és táborok személyzetének, valamint a kutató-mentő szolgálatok finanszírozására. 2024-től három cégnek van engedélye arra, hogy egész évben kereskedelmi hegyi vezetői szolgáltatásokat működtessen a nemzeti parkban, és 15 engedélyezett szolgáltatón keresztül lehet egyszeri túravezetést igénybe venni. 1967-től 1997-ig az RMI Expeditions volt az egyetlen cég, amelynek engedélye volt kereskedelmi vezetett hegymászások szervezésére a csúcsra, amíg a verseny ösztönzése érdekében meg nem nyitották a programot más cégek előtt.

## Fordítás
- Ez a szócikk részben vagy egészben  a   Mount Rainier National Park című angol Wikipédia-szócikk ezen változatának fordításán alapul.  Az eredeti cikk szerkesztőit annak laptörténete sorolja fel. Ez a jelzés csupán a megfogalmazás eredetét és a szerzői jogokat jelzi, nem szolgál a cikkben szereplő információk forrásmegjelöléseként.